# Мужская сборная Чехии по гандболу
Мужская сборная Чехии по гандболу — национальная команда, представляющая Чехию на международных соревнованиях по гандболу. Управляется Федерацией гандбола Чехии. Высшим успехом сборной Чехии на чемпионатах Европы является шестое место в 1996 и 2018 годах, а на чемпионатах мира — 8-е место в 1995 году.
До того, как Чешская Республика стала независимой в 1993 году, национальная сборная Чехословакии выиграла пять медалей чемпионата мира между 1954 и 1967 годами и квалифицировалась на каждый чемпионат мира между 1954 и 1993 годами. Новая Чешская федерация была допущена до квалификации на первый чемпионат Европы в 1994 году, однако сборная Словении обыграла их по сумме двух встреч используя правило выездного гола.

## История и статистика

### Чемпионаты мира
| Год       | Раунд                               | Место                               | И                                   | В                                   | Н                                   | П                                   | ГЗ                                  | ГП                                  |
| --------- | ----------------------------------- | ----------------------------------- | ----------------------------------- | ----------------------------------- | ----------------------------------- | ----------------------------------- | ----------------------------------- | ----------------------------------- |
| 1938—1991 | Чехия входила в состав Чехословакии | Чехия входила в состав Чехословакии | Чехия входила в состав Чехословакии | Чехия входила в состав Чехословакии | Чехия входила в состав Чехословакии | Чехия входила в состав Чехословакии | Чехия входила в состав Чехословакии | Чехия входила в состав Чехословакии |
| 1993      | Не участвовали                      | Не участвовали                      | Не участвовали                      | Не участвовали                      | Не участвовали                      | Не участвовали                      | Не участвовали                      | Не участвовали                      |
| 1995      | 7/8 место                           | 8-е                                 | 9                                   | 5                                   | 0                                   | 4                                   | 206                                 | 205                                 |
| 1997      | Групповой раунд                     | 11-е                                | 6                                   | 3                                   | 0                                   | 3                                   | 138                                 | 125                                 |
| 1999      | Не квалифицировались                | Не квалифицировались                | Не квалифицировались                | Не квалифицировались                | Не квалифицировались                | Не квалифицировались                | Не квалифицировались                | Не квалифицировались                |
| 2001      | Первый групповой этап               | 18-е                                | 5                                   | 1                                   | 2                                   | 2                                   | 136                                 | 136                                 |
| 2003      | Не квалифицировались                | Не квалифицировались                | Не квалифицировались                | Не квалифицировались                | Не квалифицировались                | Не квалифицировались                | Не квалифицировались                | Не квалифицировались                |
| 2005      | Матч за 9-е место                   | 10-е                                | 9                                   | 3                                   | 2                                   | 4                                   | 261                                 | 271                                 |
| 2007      | Матч за 11-е место                  | 12-е                                | 8                                   | 2                                   | 0                                   | 6                                   | 227                                 | 235                                 |
| 2009      | Не квалифицировались                | Не квалифицировались                | Не квалифицировались                | Не квалифицировались                | Не квалифицировались                | Не квалифицировались                | Не квалифицировались                | Не квалифицировались                |
| 2011      | Не квалифицировались                | Не квалифицировались                | Не квалифицировались                | Не квалифицировались                | Не квалифицировались                | Не квалифицировались                | Не квалифицировались                | Не квалифицировались                |
| 2013      | Не квалифицировались                | Не квалифицировались                | Не квалифицировались                | Не квалифицировались                | Не квалифицировались                | Не квалифицировались                | Не квалифицировались                | Не квалифицировались                |
| 2015      | Матч за 17-е место                  | 17-е                                | 7                                   | 4                                   | 0                                   | 3                                   | 209                                 | 199                                 |
| 2017      | Не квалифицировались                | Не квалифицировались                | Не квалифицировались                | Не квалифицировались                | Не квалифицировались                | Не квалифицировались                | Не квалифицировались                | Не квалифицировались                |
| 2019      | Не квалифицировались                | Не квалифицировались                | Не квалифицировались                | Не квалифицировались                | Не квалифицировались                | Не квалифицировались                | Не квалифицировались                | Не квалифицировались                |
| 2021      | Отказались от участия               | Отказались от участия               | Отказались от участия               | Отказались от участия               | Отказались от участия               | Отказались от участия               | Отказались от участия               | Отказались от участия               |
| 2023      | Не квалифицировались                | Не квалифицировались                | Не квалифицировались                | Не квалифицировались                | Не квалифицировались                | Не квалифицировались                | Не квалифицировались                | Не квалифицировались                |
| 2025      | Квалифицировались                   | Квалифицировались                   | Квалифицировались                   | Квалифицировались                   | Квалифицировались                   | Квалифицировались                   | Квалифицировались                   | Квалифицировались                   |
| Итого     | 7/17                                | Нет побед                           | 44                                  | 18                                  | 4                                   | 22                                  | 1177                                | 1171                                |

### Чемпионаты Европы
| Год    | Раунд                 | Место                | И                    | В                    | Н                    | П                    | ГЗ                   | ГП                   |
| ------ | --------------------- | -------------------- | -------------------- | -------------------- | -------------------- | -------------------- | -------------------- | -------------------- |
| 1994   | Не квалифицировались  | Не квалифицировались | Не квалифицировались | Не квалифицировались | Не квалифицировались | Не квалифицировались | Не квалифицировались | Не квалифицировались |
| 1996   | Матч за 5-е место     | 6-е                  | 5                    | 3                    | 0                    | 2                    | 129                  | 125                  |
| 1998   | Матч за 9-е место     | 10-е                 | 5                    | 1                    | 0                    | 4                    | 130                  | 132                  |
| 2000   | Не квалифицировались  | Не квалифицировались | Не квалифицировались | Не квалифицировались | Не квалифицировались | Не квалифицировались | Не квалифицировались | Не квалифицировались |
| 2002   | Основной раунд        | 8-е                  | 6                    | 3                    | 0                    | 3                    | 151                  | 169                  |
| 2004   | Основной раунд        | 11-е                 | 6                    | 1                    | 1                    | 4                    | 177                  | 202                  |
| 2006   | Не квалифицировались  | Не квалифицировались | Не квалифицировались | Не квалифицировались | Не квалифицировались | Не квалифицировались | Не квалифицировались | Не квалифицировались |
| 2008   | Предварительный раунд | 13-е                 | 3                    | 0                    | 0                    | 3                    | 88                   | 97                   |
| 2010   | Основной раунд        | 8-е                  | 6                    | 2                    | 1                    | 3                    | 175                  | 180                  |
| 2012   | Предварительный раунд | 14-е                 | 3                    | 1                    | 0                    | 2                    | 77                   | 84                   |
| 2014   | Предварительный раунд | 15-е                 | 3                    | 0                    | 1                    | 2                    | 73                   | 87                   |
| 2016   | Не квалифицировались  | Не квалифицировались | Не квалифицировались | Не квалифицировались | Не квалифицировались | Не квалифицировались | Не квалифицировались | Не квалифицировались |
| 2018   | Матч за 5-е место     | 6-е                  | 7                    | 3                    | 1                    | 3                    | 179                  | 186                  |
| / 2020 | Основной раунд        | 12-е                 | 7                    | 2                    | 0                    | 5                    | 172                  | 183                  |
| / 2022 | Предварительный раунд | 13-е                 | 3                    | 1                    | 1                    | 1                    | 80                   | 74                   |
| 2024   | Предварительный раунд | 15-е                 | 3                    | 1                    | 0                    | 2                    | 70                   | 73                   |
| Итого  | 12/18                 | –                    | 60                   | 18                   | 5                    | 37                   | 1585                 | 1693                 |

## Рекордсмены

### По матчам
| Игрок           | Игры | Позиция            | Лет |
| --------------- | ---- | ------------------ | --- |
| Ян Филип        | 220  | Правый полусредний |     |
| Мартин Галия    | 201  | Вратарь            |     |
| Петр Штоль      | 182  | Вратарь            |     |
| Филип Йиха      | 155  | Левый полусредний  |     |
| Даниэль Кубец   | 140  | Разыгрывающий      |     |
| Павел Хорак     | 122  | Левый полусредний  |     |
| Ондрей Здрахала | 117  | Центральный        |     |

### По голам
| Игрок           | Голы | КПД  | Позиция           | Лет |
| --------------- | ---- | ---- | ----------------- | --- |
| Ян Филип        | 960  | 4.36 | Левый крайний     |     |
| Филип Йиха      | 877  |      | Левый полусредний |     |
| Ондрей Здрахала | 408  |      | Центральный       |     |
| Павел Хорак     | 350  |      | Левый полусредний |     |
| Якуб Грстка     | 337  |      | Левый крайний     |     |
| Ян Соболь       | 274  |      | Левый крайний     |     |